# Sarah Freeman (attrice)
Sarah Freeman (Los Angeles, 26 settembre 1986) è un'attrice e doppiatrice statunitense.

## Biografia
Inizia a recitare e a doppiare da bambina; tra i suoi doppiaggi principali, quello di Toy Story - Il mondo dei giocattoli del 1995 in cui dà la voce ad Hannah. Grazie a questo doppiaggio nel 1996 vince un Young Artist Award.
Non è più attiva dal 2011.

## Filmografia parziale
- Toy Story - Il mondo dei giocattoli (1995) - voce
- E.R. - Medici in prima linea - 1 episodio (1999)